# Pasmo 120 GHz
Pasmo 120 GHz (2,5 mm) – pasmo radiowe, przyznane krótkofalowcom, zawiera się w zakresie fal milimetrowych w przedziale od 122,250 do 123,000 GHz.

## Podział pasma 120 GHz[1]
| Częstotliwość w MHz     | Rodzaje emisji      | Przeznaczenie |
| ----------------------- | ------------------- | ------------- |
| 122250,000 – 122251,000 | Emisje wąskopasmowe |               |
| 122251,000 – 123000,000 | Wszystkie emisje    |               |

Bandplan na podstawie VHF Manager Handbook oraz rekomendacji z konferencji I Regionu IARU w Cavtat (listopad 2008). 